# Пан (роман)
«Пан» (норв. Pan) — роман норвезького письменника Кнута Гамсуна, написаний у формі спогадів Томаса Глана, який відмовляється від цивілізованого існування й живе життям мисливця поблизу провінційного містечка. «Пан» залишається однією з найвідоміших робіт письменника. Роман по праву може бути названий містерією любові, бо саме вона визначає відносини і вчинки героїв твору.
Роман «Пан» вважається класичним зразком літературного імпресіонізму, в якому цей стиль виявляє себе на усіх рівнях тексту: в темі, ідеї, сюжеті, образах, композиції, мові.

## Сюжет
Лейтенант Глан тікає від цивілізації, від нещирих відносин, що існують у великих містах. Він оселяється у невеличкій хатинці в лісі. Його вірний друзяка — собака Езоп. Живе тридцятирічний чоловік полюванням. Але поряд з лісом є селище та садиба. Лейтенант не може уникнути спілкування з людьми. Він знайомиться з багатим торговцем — паном Маком. У Мака є донька — Едварда. На вигляд вона здається підлітком. У душі Глана зароджується почуття до цієї дивної дівчини. Вона приходить до його «барлоги» — хатини, оздобленої звірячим хутром та пір'ям.
Глан намагається жити просто та природно. Але пристрасті ще володіють ним. Він закохується в Едварду. Дівчина запрошує лейтенанта на вечірку. Глан поводиться дуже незграбно. Він розбив келих. Едварда знущається з нього, кепкує. Іноді Глан заходить до пана Мака. Але у товаристві він ніяковіє, згадує, що на нього чекає собака.
Чоловік та дівчина зустрічаються в лісі. Едварда наче розуміє Глана, його спорідненість з деревами та травою, з усім живим у природі. Едварда каже, що погляд у Глана «звіриний». Цим поглядом він немов доторкується, пестить. Це притягує дівчину до самотнього мисливця.
Але Едварді скоро набридають ці лісові зустрічі. Вона звикла до них. Дівчина провокує Глана на безглузді вчинки. Ось багато людей зібралося на пікнік. Поверталися на човні. Едварда скинула з ноги черевичок. А Глан підхопив його та жбурнув у воду. Навіть сам собі не міг пояснити, чому.
До Едварди часто приходить у гості лікар. Вона з ним кокетує, чим викликає у Глана ревнощі. Дівчину це тішить. Вона навіть натякає, що кульгавий лікар, який завжди ходить з палкою, для неї цікавіший, ніж стрункий мужній Глан. Лікар розумний, трохи цинічний. Він намагається дещо втлумачити лейтенантові: мовляв, для Едварди кохання — це щось на зразок змагання. Вона хоче впевнитися у своїй владі над чоловіком.
Глан немов збожеволів. Він прийшов до свого лісового гнізда та вистрелив собі у ногу. Але ревнощі лісового відлюдника щодо лікаря були даремні. До родини Мака приїхав новий гість — вчений, барон. Він вивчає рослини та тварин фіордів. Пан Мак вважає, що цей підстаркуватий дивак був би непоганим чоловіком для його доньки. Едварда наче не проти. Глан дуже страждає. Втішає його молоденька Єва. Він вважав її донькою коваля, але виявилося, що вона ковалева дружина.
Закохавшись у Глана, ця проста жінка віддає йому себе без вагань, покірно та щиро. Глан згадує легенду про Дідеріха та Ізелінду, в якій ідеться про чоловіка, що для однієї жінки згоден був стати рабом та плазувати біля її ніг, а від іншої приймав кохання без подяки у серці.
Єва багато працює. Пан Мак звелів їй полагодити човна на березі. До Глана пан Мак почав ставитися дуже суворо. Мабуть, не хотів, щоб той відволікав Едварду від майбутнього нареченого. Мак хоче, щоб Глан кудись забрався з лісу. За його наказом хтось підпалив хатинку Глана, усе вигоріло вщент. Але Глан знайшов собі іншу. Від такого ставлення лейтенант зовсім шаленіє. Він просвердлив у скелі глибоку діру та набив її порохом. Коли, попрощавшись з усіма, вчений барон відпливав додому, Глан підірвав ту скелю. Скеля впала на берег та вбила бідолашну Єву, яка поралася біля човна.
Глан вирішив поїхати геть з цього проклятого місця. Він спитав Едварду, що їй подарувати. Дівчина зажадала пса Езопа. Езоп був вірним другом лейтенантові, найдорожчою істотою у світі. Глан покликав собаку. Той зрадів, гадаючи, що він з хазяїном зараз піде на полювання. Лейтенант застрелив собаку та відіслав його труп Едварді.

## Епілог
«Пан», що почався як ідилія, як гімн красі світу, завершився драматичним, повним смутку фіналом і не розв'язав конфліктів, побачених письменником. Гамсун, однак, доказав долі його головних героїв. Стихія любові, що вразила Глана, взяла і його життя. У новелі «Смерть Глана» — своєрідному епілозі роману — Глан, що вирушив на полювання кудись в Індію, отримує заклик від Едварди, що вийшла заміж за барона, повернутися до неї, на батьківщину. Але Глан відкидає саму думку про можливість нової зустрічі з жінкою, яку він продовжує любити. Але й жити без неї він не може. І він розлучається з життям. Він робить все, щоб викликати у свого супутника з полювання, обмеженої та самолюбної людини, ревнощі й гнів, і той, зрештою пускає в Глана кулю. Ситуація цієї новели Гамсуна повторена Хемінгуеєм в новелі «Недовге щастя Френсіса Макомбера», теж завершилася смертю героя.
До історії Едварди та її батька Мака Гамсун повернувся в романах «Беноні» і «Роза», написаних через десяток років, в 1908 році.

## Аналіз
Тема твору. Кохання, яке постає в романі як непереборна сила, що не піддається контролю розуму, не знає перешкод і не визнає ніяких обмежень.
Ідея твору. Драма людського існування. Питання сенсу буття.
Проблематика роману. Порушує філософські та морально-етичні проблеми: у чому сенс людського буття, що таке щастя, людина, природа.
Конфлікт роману. Замість конфлікту героїв — драма переживань.
Предмет роману. Лейтенанта Глана, який живе відлюдником у лісі, кохають дві жінки — Єва та Едварда. Він теж любить їх, не знаючи, кому віддати перевагу.
Стихія кохання захоплює героїв, і як будь-яка стихія, кохання є небезпечним, і, наче міфічний Пан, вимагає жертв.
Принцип побудови оповіді. Розповідь у романі «Пан» ведеться від імені головного героя. Це своєрідні записки про те, що сталося з ним декілька років тому. Така форма розповіді надає більше правдивості подіям, зображеним у творі.
Можливі літературні паралелі: О. Купрін «Олеся», М. Коцюбинський «Тіні забутих предків».

## Українські переклади
- Вибрані твори. Переклад з норвезької Наталі Іваничук. Львів, Видавництво «Літопис», 2000. — 396 с. (Серія «Світова класика»). ISBN 966-7007-29-4.

- Пан. Переклад Леоніда Пахаревського // Відлуння самотності: Кнут Гамсун та контекст українського модернізму / Упоряд. Ю. Ємець-Доброносова. Київ, Факт, 2003. — 472 с. ISBN 966-8408-25-X.

- Пан. Переклад Леоніда Пахаревського та Галини Кирпи.

## Екранізації
- Фільм «Пан» (норв. Pan) (Норвегія, реж. Гаральд Швенцен[da], 1922)
- Фільм «Пан» (нім. Pan) (англ. Nora) (Німеччина, реж. Йозеф Геббельс, 1937)
- Фільм «Коротке літо» (швед. Kort är sommaren) (Швеція, реж. Б'ярне Хеннінг-Єнсен[da], 1962)
- Фільм «Пан» (дан. Pan) (Данія, реж. Хеннінг Карлсен[da], 1995)